# Władimir Kappel
Władimir Oskarowicz Kappel (ros. Владимир Оскарович Каппель, ur. 16 kwietnia?/28 kwietnia 1883 w Carskim Siole,  zm. 26 stycznia 1920 w Utaj k. Niżnieudinska) – rosyjski generał, monarchista, dowódca Armii Rosyjskiej adm. Aleksandra Kołczaka w schyłkowej fazie rosyjskiej wojny domowej, podczas odwrotu białych przez Syberię na Zabajkale, w grudniu 1919 r.-styczniu 1920 r. Jeden z najbardziej utalentowanych dowódców wojsk Kołczaka.

## Życiorys

### Służba w armii Imperium Rosyjskiego
Pochodził z rodziny szlacheckiej, był synem wojskowego, Szweda z pochodzenia. Ukończył petersburski korpus kadetów, następnie Mikołajowską szkołę kawalerii w 1903 r., po czym jako kornet został skierowany do służby w 54 Nowomirgorodzkim pułku dragonów. W 1913 r. ukończył Akademię Sztabu Generalnego. Jego pułk stacjonował początkowo w Królestwie Polskim, następnie w Permie. 
W 1914 r. posiadał stopień kapitana. Podczas I wojny światowej, w 1915 r. jako adiutant sztabu 5 dywizji kozackiej uczestniczył w walkach odwrotowych na terenie Królestwa Polskiego. Następnie służył w 14 dywizji kawalerii i od zimy 1916 r. w sztabie frontu Południowo-Zachodniego. W 1917 r. otrzymał awans na podpułkownika. W październiku 1917 r. wyjechał na urlop do Permu, pod koniec 1917 r. znajdował się w Samarze.

### Udział w rosyjskiej wojnie domowej

#### Dowódca Ludowej Armii Komucza
Wiosną 1918 r. po buncie Korpusu Czechosłowackiego główne ośrodki miejskie na syberyjskiej linii kolejowej znalazły się poza kontrolą bolszewickiego rządu. W tej sytuacji 8 czerwca tego roku grupa deputowanych do rozpędzonej w styczniu Konstytuanty utworzyła alternatywny ośrodek rządowy - Komitet Członków Zgromadzenia Konstytucyjnego (Komucz). Komucz sformował swoje siły zbrojne - Armię Ludową. Dowodzenie nią jeszcze na etapie formowania, gdy liczyła ona jedynie 350 ochotników, zaproponowano Kappelowi. Jako przekonany monarchista Kappel zgodził się uznać zwierzchnictwo rządu tworzonego przez eserowców, byle tylko brać aktywny udział w walce z bolszewikami.
Kappel okazał się utalentowanym strategiem i dowódcą. W czerwcu, lipcu i na początku sierpnia 1918 r. odniósł szereg sukcesów nad przeważającymi, ale słabo wyszkolonymi i zdemoralizowanymi oddziałami czerwonych, m.in. pod Syzraniem, w Stawropolu i Symbirsku, który zdobył 22 czerwca. Razem z jednostkami Korpusu Czechosłowackiego zajął 7 sierpnia 1918 Kazań, zdobywając pokaźną część rezerw złota Banku Państwowego Imperium Rosyjskiego.   
W końcu sierpnia stoczył w rejonie Swijażska bitwę z oddziałami Armii Czerwonej szykującymi się do odbicia Kazania. Po zaciętej walce musiał się wycofać, by pójść na odsiecz zagrożonemu Symbirskowi. 10 września Kazań został ponownie opanowany przez czerwonych. Wcześniej, w sierpniu 1918 r., Kappel skutecznie poprowadził odwrót Ludowej Armii Komucza, odchodząc przed wzmocnionymi siłami Armii Czerwonej. 12 września czerwoni weszli również do Symbirska. W dniach 18-24 września Kappel usiłował odbić miasto, jednak zagrożony okrążeniem przez nadchodzącą czerwoną 5 Armię musiał się wycofać. 

#### W Armii Rosyjskiej Kołczaka
23 września 1918 Komucz wraz z Syberyjskim Rządem Tymczasowym utworzył Ogólnorosyjski Rząd Tymczasowy, tzw. Dyrektoriat w Ufie, któremu się podporządkował. Został wówczas przemianowany na Zjazd Członków Zgromadzenia Ustawodawczego. 17/18 listopada 1918 członkowie Komucza zostali aresztowani podczas przewrotu wojskowego adm. Aleksandra Kołczaka, a część z nich została następnie rozstrzelana. 

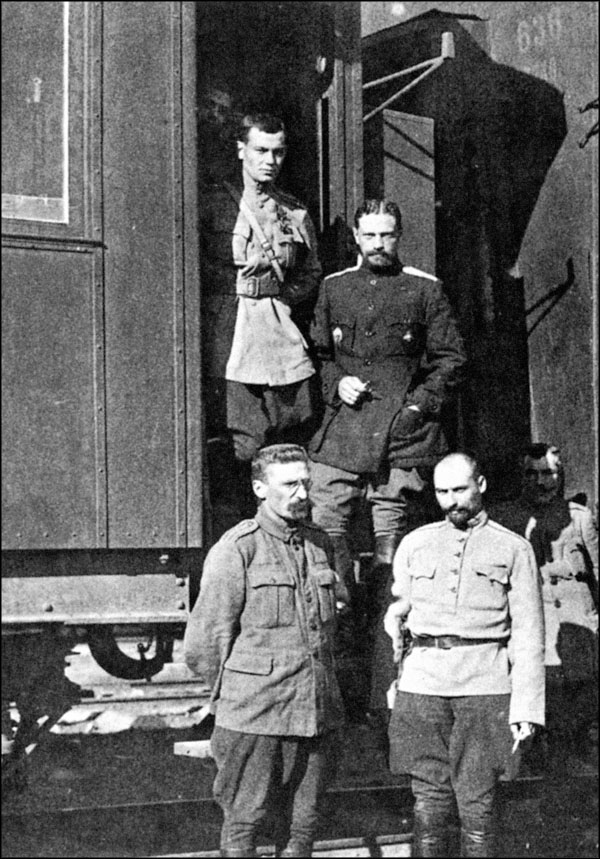
Władimir Kappel z członkami sztabu 1 Korpusu Wołżańskiego, wiosna 1919 r.

Kołczak początkowo nie ufał Kappelowi, gdyż ten był wcześniej związany z tworzonym przez eserowców Komuczem. Stosunek admirała do Kappela zmienił się na początku 1919 r., wtedy też Kappelowi powierzono dowodzenie 1 Korpusem Wołżańskim, częścią Armii Zachodniej dowodzonej przez gen. Michaiła Chanżyna. W tym charakterze Kappel brał udział we wiosennej ofensywie wojsk Kołczaka, której był przeciwny, argumentując, że jego siły powinny ruszyć do generalnej ofensywy dopiero po przeprowadzeniu pełnej mobilizacji i w koordynacji sił z innymi formacjami białych (Siłami Zbrojnymi Południa Rosji gen. Antona Denikina i oddziałami gen. Nikołaja Judenicza). Podczas ofensywy, w walkach pod Ufą w pierwszej połowie marca, wykazał się osobistą odwagą. Ofensywa wiosenna do końca kwietnia odniosła znaczne sukcesy, następnie jednak została odparta, a biali zmuszeni do wycofania się na Ural. Podczas kontrofensywy czerwonego Frontu Wschodniego korpus Kappela został skierowany na pomoc głównym siłom Zachodniej Armii pod Belebejem, zanim został w pełni sformowany i wyszkolony. Został tam zaatakowany przez przeważające siły Armii Turkiestańskiej oraz część jednostek czerwonej 1 Armii pod dowództwem Gai Gaja i poniósł klęskę. Znaczna część żołnierzy Kappela, wziętych do niewoli czerwonoarmistów zmuszonych do walki po stronie białych, zdezerterowała i wróciła na stronę czerwonych. Po serii sukcesów czerwonych na Uralu w 1919 r. (operacje złatoustowska, permska i jekaterynburska) i nieudanej kontrofensywie pod Czelabińskiem armia Kołczaka nigdy już nie odzyskała inicjatywy. 
We wrześniu 1919 r., po ostatniej nieudanej próbie kontrofensywy nad Tobołem siły białych były zdemoralizowane, szerzyły się wśród nich dezercje, a próby przeprowadzania mobilizacji i pozyskania nowych żołnierzy podejmowane przez Kołczaka kończyły się jedynie częściowym powodzeniem. W końcu października 1919 r. Kołczak był mimo to zdecydowany bronić swojej stolicy - Omska. Przeprowadził również szereg zmian personalnych na najwyższych stanowiskach dowódczych. Kappel został dowódcą 3 Armii. W nocy z 10 na 11 listopada dowodzący Frontem Wschodnim Armii Rosyjskiej gen. Konstantin Sacharow doszedł do przekonania, że skuteczna obrona Omska była niemożliwa i przekonał Kołczaka do opuszczenia miasta. W nocy z 13 na 14 listopada Kappel ze sztabem, podobnie jak adm. Kołczak, odjechał koleją z Omska, który kilka godzin później został opanowany przez Armię Czerwoną. Zgrupowanie złożone z 2 i 3 Armii (łącznie 18 tys. żołnierzy), pod ogólnym dowództwem Sacharowa, wycofało się do Nowonikołajewska z zamiarem obrony miasta, co jednak również okazało się niewykonalne. Zgromadzeni w Nowonikołajewsku żołnierze armii Kołczaka byli całkowicie niezdyscyplinowani, zmobilizowani do wojsk białych syberyjscy chłopi masowo porzucali broń i dezerterowali. 12 grudnia gen. Sacharow zrzekł się dowództwa na 2 i 3 Armią. Kołczak potwierdził jego dymisję, przekazując tym samym Kappelowi dowodzenie całą istniejącą jeszcze białą Armią Rosyjską. 
Kappel zamierzał poprowadzić swoich żołnierzy do Krasnojarska, gdzie znajdował się pociąg adm. Kołczaka, i tam podjąć ostatnią, desperacką próbę obrony. Takie też rozkazy wydał 12 grudnia, natychmiast po przejęciu dowództwa. Zanim jednak jego oddziały tam dotarły, miasto został opanowane przez miejscowych eserowców. 27 grudnia 1919 r. Kołczak wydał Kappelowi rozkaz ominięcia Krasnojarska i kontynuowania z ocalałymi żołnierzami marszu na Daleki Wschód, przez tajgę i stepy, z ominięciem miast. Siły Kappela faktycznie nie miały już wtedy zdolności bojowej - dziesiątkowały je choroby i głód, żołnierze ginęli podczas zamieci śnieżnych.  

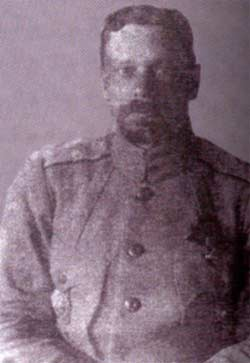
Kappel podczas Wielkiego Syberyjskiego Marszu Lodowego. Prawdopodobnie jest to jego ostatnie zdjęcie

Za Krasnojarskiem wycofujące się siły białych rozdzieliły się, zmierzając dwiema drogami nad Bajkał. Gen. Kappel, na czele batalionów iżewsko-wotkińskich i dywizji ufijskiej 2 Armii, wybrał drogę na północ od miasta, poruszając się wzdłuż Jeniseju, docierając do ujścia Kanu do Jeniseju i później zwracając się znowu na południe w kierunku Kańska. Miał w ten sposób nadzieję pozbyć się pościgu czerwonych, przyspieszyć tempo marszu dzięki poruszaniu się po lodzie i skorzystać z pomocy nieco zamożniejszych chłopów, których osady musiałby mijać. Jednak mimo temperatur sięgających -50 stopni marsz po lodzie okazał się skrajnie trudny. Kappel podczas marszu wpadł w nurt Kanu, wskutek czego doznał odmrożeń obu nóg. Podczas postoju we wsi Orłowka musiał poddać się amputacji niemal całej lewej stopy i części palców prawej. Zapadł również na zapalenie płuc. 
15 stycznia oddziały Kappela dotarły do Kańska, zaś 20 stycznia połączyły się w Niżnieudinsku z drugim zgrupowaniem białych, dowodzonym przez gen. Siergieja Wojciechowskiego, który omijał Krasnojarsk od południa. Dowódcy białych zdecydowali o podjęciu próby uwolnienia adm. Kołczaka, wziętego do niewoli przez Korpus Czechosłowacki i wydanego mienszewicko-eserowskiemu Centrum Politycznemu. Kappel, poruszający się razem ze swoimi wojskami na saniach, nie przyjął propozycji ewakuacji w pociągu Korpusu Czechosłowackiego. Dwa dni później przekazał dowództwo nad całością wojsk Wojciechowskiemu, zaś 26 stycznia zmarł. Żołnierze Korpusu Czechosłowackiego zgodzili się przewieźć jego ciało do Czyty i tam pochować.

## Rodzina
Władimir Kappel był żonaty z Olgą zd. Strolman, którą poznał, gdy jego 54 pułk dragonów stacjonował w Permie. Małżeństwo zostało zawarte bez zgody rodziców narzeczonej, którzy sprzeciwiali się jej związkowi z oficerem. Dopiero gdy Kappel podjął studia w Akademii Sztabu Generalnego, jego stosunki z teściem poprawiły się. W małżeństwie urodzili się syn Kiriłł i córka Tatjana. Podczas wojny domowej w Rosji żona Kappela została aresztowana przez bolszewickie władze jako zakładniczka. By ratować dzieci, wyrzekła się męża. Po klęsce białych pozostała w ZSRR, posługując się nazwiskiem panieńskim. W 1937 r. została skazana na pięć lat łagru jako "element społecznie niebezpieczny", następnie wyrok przedłużono jeszcze o dwa lata. Po zwolnieniu zamieszkała w Permie i pracowała jako pielęgniarka. Zmarła w 1960.

## Upamiętnienie
Ciało Kappela zostało przewiezione do Czyty, gdzie pochowano je przy soborze św. Aleksandra Newskiego, a następnie przeniesiono na cmentarz monasteru Kazańskiej Ikony Matki Bożej. Gdy i te tereny zostały opanowane przez czerwonych, biali emigranci zabrali szczątki Kappela do Harbinu w Chinach. Został pochowany przy cerkwi Iwerskiej Ikony Matki Bożej w Harbinie. W 1955 r. na żądanie radzieckich dyplomatów nagrobek Kappela został zniszczony, gdyż na jego grób przychodzili nawet oficerowie Armii Czerwonej, by okazać mu szacunek. W 2007 r. szczątki białego oficera zostały ekshumowane i pochowane powtórnie na Starym Cmentarzu Dońskim w Moskwie.
25 lipca 2001 w miejscu jego śmierci w obwodzie irkuckim wzniesiono 4-metrowy krzyż pamiątkowy. W 2008 w Bielowie w obwodzie tulskim wzniesiono tablicę pamiątkową na domu, w którym mieszkała rodzina Kappelów. W 2018 r. w Uljanowsku odsłonięto kolejną tablicę pamiątkową poświęconą pamięci generała. W uroczystości wziął udział metropolita symbirski Anastazy. W 2019 władze miejskie zadecydowały jednak o zdemontowaniu jej, co spotkało się z krytyką ze strony organizacji monarchistycznych i antykomunistycznych.

## W kinematografii
W filmie Admirał w rolę Kappela wcielił się Siergiej Biezrukow.
W filmie Czapajew tytułowy bohater, dowódca czerwonej 25 dywizji strzeleckiej Wasilij Czapajew, stacza bitwę z oddziałem "kappelowców", którzy stosują taktykę "ataku psychologicznego" - w szyku defiladowym maszerują wprost na karabiny maszynowe. W rzeczywistości oddziały Kappela i Czapajewa nigdy nie walczyły przeciwko sobie.

## Odznaczenia
- Order św. Jerzego III klasy - 11 września 1919[40]
- Order św. Jerzego IV klasy - 22 czerwca 1919
- Order Świętego Włodzimierza IV klasy z Mieczami i Kokardą - 1 marca 1915
- Order Świętej Anny II klasy z Mieczami - 7 czerwca 1915
- Order Świętej Anny III klasy z Mieczami - 8 maja 1913 (25 kwietnia 1915 dodane Miecze i Kokarda)
- Order Świętej Anny IV klasy - 27 stycznia 1916
- Order Świętego Stanisława II klasy z Mieczami - 7 czerwca 1915
- Order Świętego Stanisława III klasy - 11 kwietnia 1910 (10 lutego 1916 dodane Miecze i Kokarda)